# Ананури
Ананури (на грузински: ანანური) е голяма, добре съхранена крепост в Грузия, разположена на Военно-грузинския път, който минава през главния кавказки хребет и свързва Тбилиси с Владикавказ. Крепостта е издигната на около 70 km от столицата, при вливането на малката река Ведзатхеви в Арагви. Разположена е на надморска височина 794 m. Била е основно отбранително фортификационно съоръжение на местните владетели и е прикривала отстъплението в планините, както на местните жители, така и на населението от централната част на страната. Край крепостта се е развило малко едноименно селище.
През 1992 г. Ананури е включена в Списъка на световно културно и природно наследство на ЮНЕСКО.

## Владетели
Крепостта се отнася към ранната феодална епоха и служи като преден отбранителен пост, блокирайки пътя от Дарялското дефиле. Принадлежи на един от силните феодални родове в средновековна Грузия – аргвските еристави, могъщи тавади в къснофеодална Грузия. Те се занимават с важни държавни дела, а понякога даже с въпросите за възцаряване на престола на един или друг претендент. Често водят ожесточени войни против царя или против съседите си феодали, а отношението им към населението е жестоко. Именно по тази причина, почти никой от ериставите не умира от естествена смърт.

## История
Първите сведения за Ананури са известни от 14 век, когато в древноперсийската литература крепостта е наречена град-крепост Кара-Калкан-Кара, което означава „Крепостта на черните щитове“. Тя получава това име, тъй като охраната ѝ по това време се осъществява от въоръжени и носещи щитове хевсури, етническа група в Грузия.
След това, сведения за събитията, касаещи крепостта, могат да се намерят в трудовете на грузинския историк Вахущи Багратиони, повествованието в които започва от началото на 18 век.
През 17 век резиденцията на ериставите е град Душети. Главният път от града на север минава през тесния каньон на река Ведзатхеви и създава естествен проход при вливането ѝ в Арагви. На това много подходящо място ериставите издигат първо само една кула, а по-късно изграждат и крепостта Ананури.
През първата четвърт на 18 век Кахетия е подложена на постоянни нападения от лезгинци, иранци и турци. Царят на Кахетия Теймураз II не устоява на многочислените набези и през 1723 година, заедно със семейството и приближените си, се укрива в Ананури. Лезгинците го последват, но нямат никакъв успех срещу добре укрепената крепост.
След време Константин, братът на Теймураз, напада ериставството. В същото време, от друга страна нападат и турците. Еристав Реваз не устоява на двойното нашествие и отстъпва от Душети в Мтиулети, историческа област в Грузия. Константин се възползва от удобния момент и напада Ананури. Отнася всички оръжия от крепостта и се оттегля в Телави.
В един от летописите са описани събития през 1739 година, когато Ананури е обсадена от Ксанския еристав Шанше, подпомогнат от наети лезгинци. Обсадата трае дълго и крепостта остава непревземаема. Тогава нападателите откриват и разрушават подземния водопровод, захранващ Ананури, и така я превземат. Въпреки че Шанше обещава пощада за всички, владетелят на крепостта еристав Бардзим е убит, заедно с всичките си приближени, както и всеки, който въобще се намира в крепостта. Манастирът е ограбен, иконите са отнесени, а нападателите разрушават всичко, което могат. Синът на Бардзим се затваря в една от кулите, но тя е подпалена от нашествениците и той изгаря в нея. След това входът към тази кула е зазидан и остава така в продължение на 200 години. Отворен е чак през 1939 година, по време на реставрационни работи и в нея са намерени явни следи от пожара.
Такъв важен стратегически пункт като Ананури не остава за дълго незает. През 1743 г. арагвският еристав Бежан е убит и цар Теймураз II, обединителят на Източна Грузия, разполага войските си в крепостта.
През 1744 г. Теймураз и синът му Ираклий случайно попадат на претендент за иранския престол, заключват го в Ананури и го предават на иранския шах. След това Ираклий II се установява в крепостта и оттам ръководи всички военни операции.
През 1795 година, след Крцаниската битка, престарелият цар Ираклий II се нанася в крепостта окончателно.
През 1812 горяните от областта вдигат въстание, но не успяват да завземат крепостта. Пристигат подкрепления от Тбилиси, които жестоко потушават бунта.
Ананури играе важна роля и в началните години на 19 век, след като Грузия е включена в състава на Русия. В крепостта постоянно се намира руски гарнизон, който охранява главната магистрала, свързваща страната с Русия.
Известно време след това крепостта служи като опорна точка за руските войски. Даже са изработени планове за изграждане на военен град около нея. След като руснаците се оттеглят, крепостта остава неизползвана и постепенно започва да се руши. През 1939 година на територията започват да се правят разкопки и археологически изследвания.
След построяването на язовир Жинвали, Ананури се оказва на западния му бряг.

## Защита на подстъпите
Подходите към крепостта и селището са защитени от стражеви кули. На 5 до 10 km на север от Ананури са издигнати няколко такива кули. Те се виждат от стените на крепостта, което дава възможност за бързо изпращане на информация за настъпващи врагове.

## Архитектура
Комплексът на Ананурската крепост се вписва много успешно в релефа на окръжаващата среда и се състои от две части – горна и долна. Горната е строена през 17 век, а надстройките – през 18 век. Долната крепост е строена през 18 век.
В Ананури са съсредоточени военни, култови и граждански съоръжения и целият ансамбъл е обградена с крепостни стени и кули. Състои се от цитадела и постройки от по-късен период (17 – 18 век), които заемат източния и северния склон на планината. Запазени са каменните крепостни стени, главната четириъгълна и 4 кръгли кули, три храма, часовниковата кула и други спомагателни сгради. Постройките в горната част на крепостта са запазени по-добре. От долната е останала само една църква от 16 – 17 век, над която се издига камбанария. Стените и кулите са изградени със смесена каменна зидария и са съхранени много добре.
- В източната част се издига големият куполен храм „Успение Богородично“ (мидзинеба), разположен по оста на вътрешното пространство. На южната стена има надпис, според който храмът е построен през 1689 г. от мдиванбег (върховен съдия) Бардзим.[3] Това е един от най-добрите образци на грузинската архитектура от периода на късния феодализъм и най-голямата постройка в Ананурския комплекс.[2] До църквата е издигната камбанария, построена едновременно с нея. Храмът е на два етажа, има четириъгълна форма, увенчана с конусообразен покрив, два входа и 14 прозореца.[3] Фасадата ѝ е облицована с жълт дялан камък и е богато украсена с грузински орнаменти – барелефи и фина резба, наречена чукуртма.[2] Изобразени са светци, животни и цветя.[5] Особено интересна е южната фасада, на която релефно, с красива резба и много детайлно, е изобразен огромен кръст. От двете му страни са разположени релефите на лози, животни и птици. Горе, в лявата половина на кръста, може да се забележи летящ ангел.[3]

Вътрешното пространство е високо и свободно, с добри пропорции. В интериора стените са били покрити със стенописи, но в настоящето са варосани, а от фреските са запазени незначителни фрагменти. По многоъгълните колони вътре в църквата, са изобразени „13-те сирийски отци“, които се приемат като най-добър образец на иконописта през късното Средновековие в страната. На южната стена е нарисувана сцена от Страшния съд. До втория етаж, изграден от дялан камък и тухла, се стига по стълба, вдълбана в стената.
- Зад кулата на западната стена се намира малката куполна църква на Спасителя (гватаеба). Представлява кръстокуполна сграда с пристройки на южната страна от 1674 година.[5] Фасадните стени са изградени от трошен камък, без никакви декорации. Целият купол е строен с тухли. Украсен е с няколко люнета и увенчан с корниз. Изпълнението е строго и аскетично, а във вътрешността не са останали никакви следи от мазилка.[3] Служила е като гробница на арагвските еристави.[2] В нея се намира голям каменен надгробен паметник, подобен на балдахин, с надпис на мхедрули.[4] Според него паметникът е поставен през 1674 година и под него са погребани еристав Едишер, еристав Отар и неговият син Георги.[3]
- На територията на долната крепост се намира еднонефна църква (мкурнали) „Целителница“, едната стена на която е включена в оградата на горната крепост. Сградата има два входа и два прозореца. Стените са изградени от трошен камък и никога не са били облицовани. Не е ясно кога точно е построена, но ако се съди по стила ѝ, се отнася към края на 16 или началото на 17 век.[3] През 1689 г. към нея е надстроена камбанария.[4]
- Четириъгълната кула е на западната стена, построена е през 17 век и се намира на върха на крепостта, разположена на билото. Има 7 нива и се нарича Шеуповари (Непобедима).[3] Била е и основна жилищна структура. С тази кула е свързан трагичният епизод от историята на крепостта от 1739 г.[2]
- Най-интересната постройка в горната част е наблюдателната кула със стъпаловиден пирамидален покрив, свободно стояща и разположена съвсем близо до голямата църква.[4][3] Не е известно кога е построена, но на база вида строителство е датирана към 16 век.[5] Приема се, че това е най-старата постройка на територията на комплекса.[4] Кули с такъв тип покриви са разпространени в Тушетия, Хевсуретия и съседните територии на Северен Кавказ.[2][5] Тя е четириетажна, но първият етаж започва от 3 метра височина и затова понякога е споменавана като 5-етажна. На самия ѝ връх има помещение, което е служело за наблюдателен пункт. На всяка от стените на върха има по едно малко отверстие, през което може да се види целият каньон и едноименното селище. Стените на кулата нямат никаква украса, иззидани са от камък, а ъглите – от дялан камък. Мазилката е запазена само върху малки части от постройката.[3]
- Всички кули в ансамбъла са снабдени с многобройни бойници. В южната крепостна стена е включена четириетажната Южна кула. По цялата стена върви каменна пътека, свързваща кулите.[2]
- В дворното пространство се намират развалините на жилищни и помощни сгради и каменната камера, в която са държани пленници.
- Крепостта е била снабдена със собствен водопровод, а до южната страна са изградени два резервоара за вода. Те са добре измазани и се намират в добро състояние и в наши дни. Водата в тях пристига от извор, който се намира в планината, близо до крепостта. На някои места могат да се различат водопроводните тръби.[2][3]

- Крепостта
- Поглед от Ананури към язовира Жинвали
- Рисунка на крепостта от Гавриил Кондратенко (1882)
- Икона на Св. Нино в църквата „Успение Богородично“
- Фрагмент от стената с надписи

- Релефи
- Архиволта над входната врата на „Успение Богородично“
- Ангелът, странично на големия кръст
- Прозорец, странично на големия кръст
- Една от лозите до големия кръст
- Основата на лозата при големия кръст
- Прозорец

- Стенописи
- 13-те сирийски отци
- Страшният съд